# Бизер, Владимир Александрович
Влади́мир Алекса́ндрович Би́зер (р. 22 апреля 1929 — 25 июня 2008) — советский и российский онколог. Доктор медицинских наук, профессор. Ведущий научный сотрудник — консультант радиологического отделения Медицинского радиологического научного центра Минздравсоцразвития России (c 2004).

## Биография
Владимир Бизер родился 22 апреля 1929 года.
Доктор медицинских наук, профессор.
Ведущий научный сотрудник — консультант радиологического отделения Медицинского радиологического научного центра Минздравсоцразвития России (c 2004).

### Монографии
- Волков М. В., Бизер В. А. Гомотрансплантация костной ткани у детей. — М., 1969.

### Статьи
- Бизер В. А., Прошин В. В., Зайчик В. Е. и др. Макроэлементы злокачественных опухолей костей до и после гамма-терапии // Медицинская радиология. — 1976. — № 9. — С. 86—88.
- Прошин В. В., Бизер В. А., Зайчик В. Е. и др. К вопросу об объеме операции и облучения при остеогенной саркоме // Ортопедия, травматология и протезирование. — 1981. — № 11. — С. 31—33.
- Калашников В. М., Зайчик В. Е., Бизер В. А. Микроэлементы опухолей костей // Вопросы онкологии. — 1983. — Т. 29, № 6. — С. 48—52.
- Колесникова А. И., Коноплянников А. Г., Бизер В. А. и др. Клоногенная способность и пролиферативная активность клеток злокачественных опухолей костей // Медицинская радиология. — 1986. — № 12. — С. 36—40.
- Бизер В. А., Коноплянников А. Г., Полонская Н. Ю., Григорьев А. Н. Содержание метронидазола в нормальных и опухолевых тканях при комбинированном лечении больных с остеогенной саркомой // Медицинская радиология. — 1987. — № 6. — С. 41—45.
- Бизер В. А., Каплан М. А., Курсова Л. В., Неборак Ю. Т. Использование мощного инфракрасного импульсного Nd-YAG лазерного излучения для лечения остеогенной саркомы // Физическая медицина. — 1995. — № 1.
- Бизер В. А., Хмелевская З. И., Коноплянников А. Г., Абдылдаева А. О. Водорастворимый гемисукцинат метронидазола при лучевой терапии больных остеогенной саркомой с метастазами в лёгкие // Медицинская радиология и радиационная безопасность. — 1995. — Т. 40, № 6. — С. 46—48.
- Бизер В. А., Зубарев А. А. Первичные злокачественные опухоли позвоночника // Российский онкологический журнал. — 1996. — № 3. — С. 9—13.
- Бизер В. А., Тимухина В. Н. Превентивное облучение легких у детей, больных локализованной саркомой // Российский онкологический журнал. — 2000. — № 6. — С. 30—32.
- Бизеp В. А., Гулидов И. А., Кудрявцева Г. Т., Тимухина В. Н. Пути повышения эффективности лучевой терапии при комбинированном лечении остеогенной саркомы длинных трубчатых костей у детей и подростков // Российский онкологический журнал. — 2001. — № 2.
- Бизер В. А., Курильчик А. А. Особенности клиники и результаты лечения остеогенной саркомы у больных юношеского и зрелого возраста // Российский онкологический журнал. — 2004. — № 6. — С. 9—12.
- Зубарев А. А., Бизер В. А., Кудрявцева Г. Т. Применение интраоперационной лучевой терапии в комбинированном лечении сарком мягких тканей // Материалы VI съезда онкологов. — М., 2005. — С. 46—47.